# Imelda, Zamboanga Sibugay
Imelda là một đô thị hạng 4 ở tỉnh Zamboanga Sibugay, Philippines. Theo điều tra dân số năm 2000 của Philipin, đô thị này có dân số 21.534 người trong 3.690 hộ.

## Các đơn vị hành chính
Imelda được chia thành 18 barangay.
| - Balugo - Balungisan - Baluyan - Cana-an - Dumpoc - Gandiangan - Israel (Balian Israel) - La Victoria - Little Baguio (Lower and Upper) | - Lower Baluran - Lumbog - Lumpanac - Little Baguio Mali (Lower and Upper) - Poblacion (Santa Fe) - Pulawan (Mt. View) - San Jose - Santa Barbara - Upper Baluran |